# Sędziejowice-Kolonia
Sędziejowice-Kolonia [pronunciación en polaco: /sɛnd͡ʑɛjɔˈvit͡sɛ kɔˈlɔɲa/] es un pueblo ubicado en el distrito administrativo de Gmina Sędziejowice, dentro del Distrito de Łask, Voivodato de Łódź, en Polonia central. Se encuentra aproximadamente a 3 kilómetros al oeste de Sędziejowice, a 12 kilómetros al suroeste de Łask, y a 44 kilómetros al suroeste de la capital regional Łódź.